# Club Esportiu Principat
Maillots
Le Club Esportiu Principat est un club andorran de football basé à Andorre-la-Vieille.

## Histoire
Fondé en 1989, le club connaît une période faste dans les années 1990. En effet, il remporte le championnat andorran à trois reprises, entre 1997 et 1999 ainsi que 6 Coupes d'Andorre consécutives entre 1994 et 1999.
Son succès en championnat en 1997 lui permet de devenir le premier club andorran à participer à une compétition européenne, en l'occurrence la Coupe UEFA 1997-1998. Le baptême continental est douloureux puisque les andorrans sont sortis au premier tour préliminaire par le club écossais de Dundee United sur le score cumulé de 17 à 0 (0-8 à Aixovall, 9-0 en Écosse).
Depuis 1999, le club n'a plus rien gagné au niveau national mais réussit tout de même à se maintenir parmi l'élite jusqu'en 2014, où le club, avec cinq points sur 60 possibles, finit dernier de sa division et est relégué en Segona Divisió.

## Bilan sportif

### Palmarès
- Championnat d'Andorre (3)
  - Champion : 1997, 1998, 1999
- Coupe d'Andorre (6)
  - Vainqueur : 1994, 1995, 1996, 1997, 1998, 1999

### Bilan européen
Note : dans les résultats ci-dessous, le score du club est toujours donné en premier
| Saison    | Compétition | Tour              | Club           | Domicile | Extérieur | Total  |
| --------- | ----------- | ----------------- | -------------- | -------- | --------- | ------ |
| 1996-1997 | Coupe UEFA  | Premier tour Q    | Dundee United  | 0 - 8    | 0 - 9     | 0 - 17 |
| 1998-1999 | Coupe UEFA  | Premier tour Q    | Ferencváros TC | 1 - 8    | 0 - 6     | 1 - 14 |
| 1999-2000 | Coupe UEFA  | Tour préliminaire | Viking FK      | 0 - 11   | 0 - 7     | 0 - 18 |

Légende
- Victoire ou qualification pour le tour suivant
- Match nul
- Défaite ou élimination de la compétition